# Василије Стојановић Васа
Василије Стојановић Васа (Вршац, 18. јануар 1955) српски је вајар и сликар, који живи и ради у Дортмунду. Своја дела излаже широм света и вишеструки је лауреат међународних признања.

## Биографија
Василије Стојановић, у уметничком свету познат по надимку Васа, рођен је у Вршцу, а у Немачкој живи од 1976. године. Самоуки је уметник. По образовању је зубни техничар, али је његов креативни дух однео превагу над звањем које је стекао школовањем. Познавалац је племенитих метала, што му је помогло да ствара умешно их користећи. Скулптуре које је израдио користећи есцајг високо су оцењене на најпрестижнијим уметничким сусретима Европе. Да креира златне, сребрне и бронзане фигуре од породичног наслеђа надахнула га је орнаментика прибора за јело.
Његове радове одликује синергија специфичних техника и материјала, по чему је нарочито познат. Такође, интенционална употреба само одређене боје карактеристика је његових ликовних дела. Учесник је бројних изложби у свету: у Белгији, Луксембургу, Монаку, Уједињеном Краљевству, Немачкој, Сједињеним Америчким Државама, Јапану, Катару, а најчешће у Србији и Француској. На фестивалу „Artistes du Monde” у Кану 2015. године добио је награду за целокупно сваралаштво, коју му је уручила покровитељка ове манифестације Марина Пикасо, унука Пабла Пикаса. Тада је представио бронзану скулптуру „Дигитална риба”, која симболизује његов лични протест против свеопште дигитализације.
Доцент београдског Факултета савремених уметности и кустос Галерије ФСУ Ирина Томић је о Стојановићевем опусу између осталог рекла: „Скулптуре Василија Стојановића су настале из идеја, али никада нису изгубиле реалност снова.”
По сопственом признању, Новак Ђоковић му је велика инспирација.
Отац је две ћерке.
Године 2024. је увршћен у „Енциклопедију националне дијаспоре”, коју уређује Иван Калаузовић Иванус.

## Одабране награде и признања
- Златна медаља публике за скулптуру „Спасилац света” на међународној изложби „Уметност у минијатури” (Београд, Србија, 2014)[11]
- Награда за свеукупан рад на фестивалу „Artistes du Monde” (Кан, Француска, 2015)
- Бронзана медаља за скулптуру „Тврдоглава жена” (Фернелмонт, Белгија, 2016)[12]
- Прва награда за скулптуру „Ирска” на изложби „L'Art au Coeur de l'Europe” (Илцах, Француска, 2017)
- Бронзана медаља за скулптуру „Ћуран” на изложби „Salon National des Artistes Animaliers” (Бри на Марни, Француска, 2017)[13]
- Златна медаља на изложби „Salon contemporain Devil'Art-Dennes” (Девил, Француска, 2018)